# Sender Raszyn

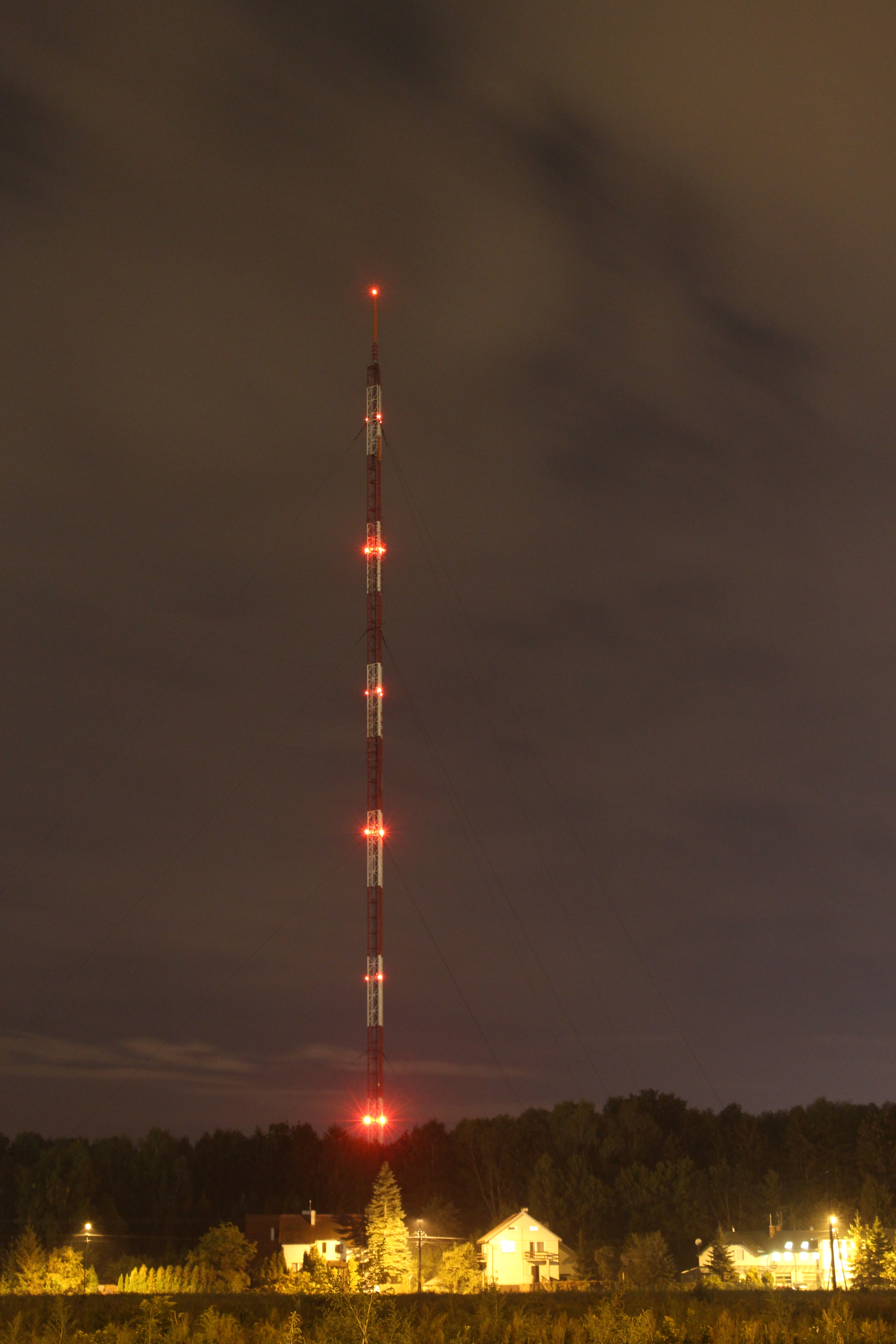
Sendemast im September 2015 mit neuer Mastspitze für DVB-T

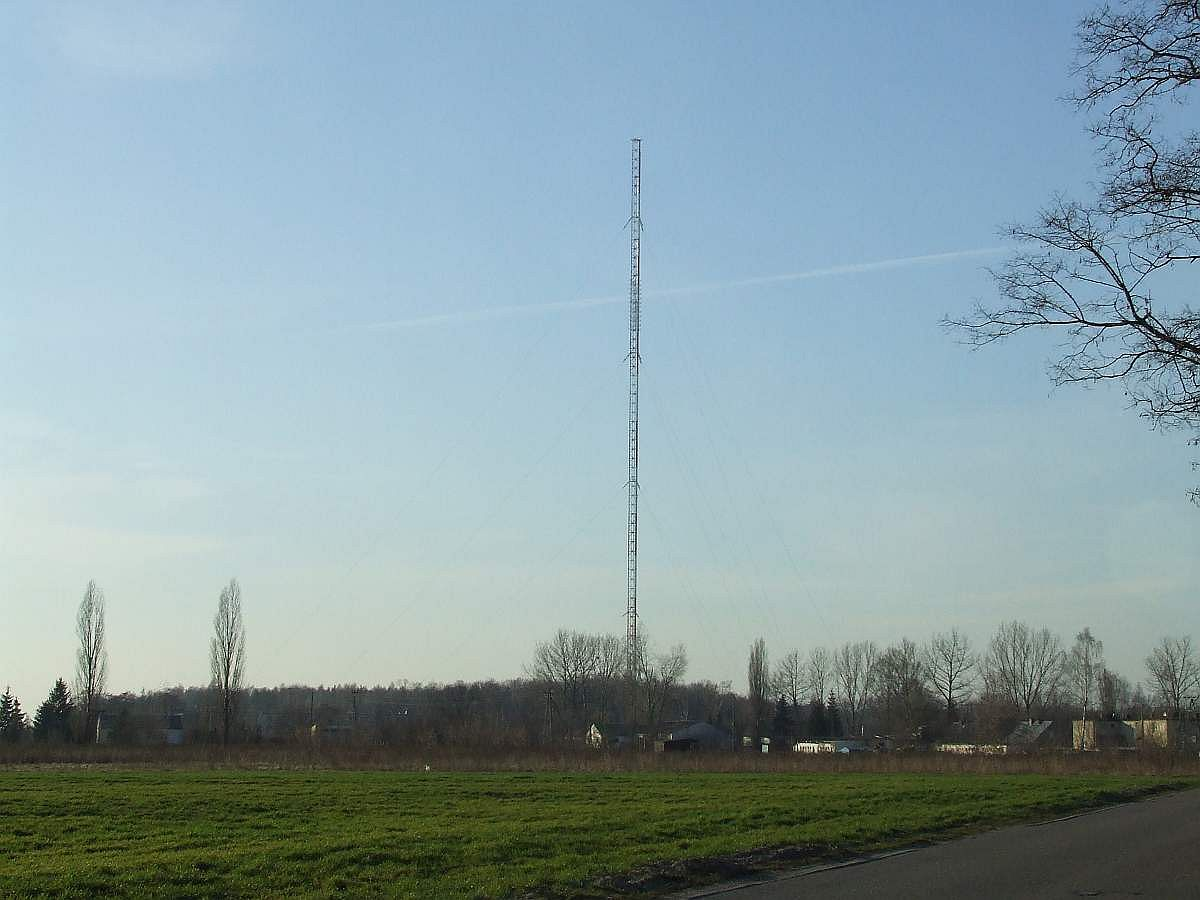
Sendemast im März 2007 mit alter Mastspitze. Die UKW-Antennen befinden sich gut sichtbar unterhalb des drittobersten Mastsegments.

Der Sender Raszyn ist ein Grundnetzsender für UKW-Hörfunk, digitales Fernsehen und ehemals Langwelle in der Nähe des zur Gmina Lesznowola gehörenden Dorfs Łazy in Polen.

## Zeit als Langwellensender
Er ging 1931 mit einer Leistung von rund 120 kW als stärkster Sender Europas in Betrieb (ab 1934 auf 224 kHz = 1339 m). Eine Leistungsaufstockung auf 600 kW war geplant, kam aber wegen des Zweiten Weltkrieges nicht mehr zustande. Durch das Heranrücken der deutschen Wehrmacht sah sich Polen gezwungen, den 280 Meter hohen, als Antennenträger benutzten Mast selbst zu zerstören. Der Sender wurde wieder aufgebaut und trug nun die Namen Lodz I (Oktober 1939 bis März 1940), Bremen II (Sommer 1940) und schließlich Weichsel.
Im Jahr 1945 wurde der Sender mit rund 500 kW neu errichtet.
Nicht allzu lange darauf, im Jahr 1949 wurde bei Raszyn ein neuer 335 Meter hoher, gegen Erde isolierter Sendemast errichtet. Er war seinerzeit das höchste Bauwerk in Europa.
Der Sender Raszyn war bis zur Inbetriebnahme des Senders in Konstantynów im Jahr 1974 der Standort des zentralen Langwellensenders des polnischen Rundfunks.
Von 1974 bis 1978 diente er als Reservesender für diese Anlage. Von 1978 bis 2009 wurde von der Anlage bei Raszyn während der Tagstunden ein zweites Programm des polnischen Rundfunks im Langwellenbereich auf der Frequenz 198 kHz verbreitet. Nach dem Einsturz des Sendemasts in Konstantynów 1991 diente die Anlage bis zur Inbetriebnahme des neuen Langwellensenders in Solec Kujawski (Schulitz) 1999 zur Ausstrahlung des ersten Programms des polnischen Rundfunks auf der Frequenz 225 kHz. Da kein simultaner Sendebetrieb auf beiden Langwellenfrequenzen über den Sender Raszyn möglich ist, wurde während dieser Zeit die zweite Langwellenfrequenz des polnischen Rundfunks nicht genutzt.
Seit dem 31. Juli 2009 ruht der Sendebetrieb auf der Langwelle aus Kostengründen. Zuletzt liefen hier auf der Frequenz 198 kHz mit 200 kW Sendeleistung täglich von 8 bis 18 Uhr die Auslandssendungen von Polskie Radio, unterbrochen durch Parlamentsdebatten aus dem Sejm. In der restlichen Zeit war der Sender nicht in Betrieb.

## Heute
Seit 1962 trägt der Sendemast auch Antennen für UKW-Hörfunk. Zunächst wurde im OIRT-Band gesendet, seit 2007 wird das in Europa übliche CCIR-Band verwendet. Seit Juli 2008 wird auch Fernsehen für den Großraum Warschau ausgestrahlt. Hierzu wurden auf dem obersten Mastsegment entsprechende Antennen für das VHF- und UHF-Band montiert. Ab dem 1. Juli 2008 startete zunächst Polsat mit der Ausstrahlung, drei Wochen später folgten die übrigen Programme. Vor der Inbetriebnahme des Fernsehsenders in Raszyn erfolgte die Ausstrahlung vom Kulturpalast in Warschau.
Am 19. März 2013 erfolgte die Umstellung von analogem Fernsehen im PAL-Standard auf den digitalen Standard DVB-T. Hierzu wurde der Mast im Vorfeld umgebaut. Das oberste Mastsegment, auf welchem die seit 2008 verwendeten Fernsehantennen montiert waren, wurde komplett entfernt und eine neue Fernsehantenne aufgesetzt. Durch die nun veränderte Höhe ist der Mast nicht mehr für eine Ausstrahlung der Langwellenfrequenz 198 kHz geeignet.
Es gibt Bestrebungen, die vier stärksten UKW-Frequenzen vom Kulturpalast in Warschau dauerhaft zum Sender in Raszyn zu verlagern, um die Strahlenbelastung in der Innenstadt zu reduzieren und das Umland besser abzudecken. Bereits seit längerer Zeit dient der Sender Raszyn als Reservesender für die Sendeanlagen auf dem Kulturpalast. Zuletzt erfolgte eine temporäre Umschaltung 2007 bei der Renovierung des Kulturpalastes.

## Frequenzen und Programme

### Analoger Hörfunk (UKW)
| Programm | Frequenz  | ERP    | Polarisation | Antennendiagramm |
| -------- | --------- | ------ | ------------ | ---------------- |
| PR1      | 102,4 MHz | 120 kW | vertikal     | gerichtet        |
| PR3      | 98,8 MHz  | 120 kW | vertikal     | gerichtet        |
| RMF FM   | 91,0 MHz  | 120 kW | vertikal     | gerichtet        |

### Digitales Fernsehen (DVB-T)
| Programm | Frequenz | Kanal | ERP    | Polarisation | Antennendiagramm |
| -------- | -------- | ----- | ------ | ------------ | ---------------- |
| MUX 1    | 770 MHz  | 58    | 100 kW | horizontal   | rund             |
| MUX 2    | 690 MHz  | 48    | 100 kW | horizontal   | rund             |
| MUX 3    | 522 MHz  | 27    | 130 kW | horizontal   | gerichtet        |
| MUX 4    | 578 MHz  | 34    | 100 kW | horizontal   | rund             |

### Analoges Fernsehen (PAL, abgeschaltet)
| Programm                | Frequenz   | Kanal | ERP    | Polarisation | Antennendiagramm |
| ----------------------- | ---------- | ----- | ------ | ------------ | ---------------- |
| TVP1                    | 215,25 MHz | 11    | 250 kW | horizontal   | rund             |
| TVP2                    | 519,25 MHz | 27    | 800 kW | horizontal   | rund             |
| TV 4                    | 567,25 MHz | 33    | 20 kW  | horizontal   | rund             |
| TVN                     | 583,25 MHz | 35    | 100 kW | horizontal   | rund             |
| TV Puls                 | 631,25 MHz | 41    | 20 kW  | horizontal   | rund             |
| Polsat                  | 655,25 MHz | 44    | 100 kW | horizontal   | rund             |
| TVP Info / TVP Warszawa | 711,25 MHz | 51    | 100 kW | horizontal   | rund             |